# Cásese quien pueda
Cásese quien pueda es una película mexicana de 2014. Dirigida por Marco Polo Constandse.  Fue filmada en el Distrito Federal y Cenote Azul, Quintana Roo. 

## Trama
Ana Paula (Martha Higareda) y Daniela (Miriam Higareda) son dos hermanas que tienen poco en común. Mientras que Ana Paula es una chica fresa, adicta a las compras, que ha idealizado el matrimonio como su objetivo primordial, Daniela aspira a una carrera de cantante, no tiene interés en la moda, mucho menos en el amor; sin embargo, pronto descubrirán que sus ideales podrían no ser muy diferentes. Poco antes de casarse, Ana Paula descubre que su novio la engaña con su propia prima, por lo que, en una noche de copas, enojada y frustrada, terminará dormida en la cajuela de una camioneta propiedad de un trabajador que viaja hacia Quintana Roo, donde conocerá a un carismático doctor rural, quien le dará varias valiosas lecciones de vida. Mientras tanto, Daniela descubre que su carrera parece no despegar nunca, pero se reencuentra con Gustavo, un viejo amigo, quien le ayudará a entender que el amor no se puede ocultar, ni negar. 

## Reparto
- Martha Higareda como Ana Paula
- Michel Brown como Erick
- Luis Gerardo Méndez como Gustavo
- Miriam Higareda como Daniela
- Cory Brusseau como el Dr. Luke
- Richie Mestre como Pelon
- Juan Pablo Medina como Mariano
- Rocío García
- Alejandro Cuétara como Alejandro
- Mayra Batalla como la esposa de Donovan
- Elsy Reyes como Tania
- Maite Suárez Diez como Romina